# Les Graulges
Les Graulges (okzitanisch Los Grauges) ist eine Ortschaft und eine Commune déléguée in der französischen Gemeinde Mareuil en Périgord mit 78 Einwohnern (Stand: 1. Januar 2022). Sie gehört zum Arrondissement Nontron im Département Dordogne in der Region Nouvelle-Aquitaine. Zuständiger Gemeindeverband war die Communauté de communes Dronne et Belle. Die Commune déléguée Les Graulges grenzt an den Regionalen Naturpark Périgord-Limousin.

## Etymologie
Les Graulges, okzitanisch Los Grauges, leitet sich möglicherweise von dem germanischen Eigennamen Gerald ab.

## Geographie
Les Graulges liegt fünf Kilometer nördlich von Mareuil und 17 Kilometer westsüdwestlich von Nontron (Luftlinie). Die Gemeinde Les Graulges wurde von folgenden Nachbargemeinden umgeben:
| Combiers            | Beaussac                                    | Beaussac  |
| Combiers (Charente) | Kompassrose, die auf Nachbargemeinden zeigt | Beaussac  |
|                     | Sainte-Croix-de-Mareuil                     | Puyrenier |

Les Graulges war Grenzgemeinde zum Département Charente. Auf 4,13 Quadratkilometer lebten in der Commune déléguée im Jahr 2019 58 Einwohner. Dies entspricht einer Bevölkerungsdichte von 14 Einwohnern/Quadratkilometer.
Die Commune déléguée besteht neben dem Ortskern aus folgenden Geländepunkten, Weilern und Gehöften:
Côte de la Bure, La Croix Meunière, Le Maine Lacan, Les Brandes, Malut und Puy Panazol.
Der topographisch tiefste Punkt in der Commune déléguée Les Graulges liegt auf 98 Meter über dem Meer an der Nizonne im Südwesten; der Fluss verlässt hier das Gebiet der Commune déléguée. Der höchste Punkt mit 185 Metern befindet sich auf einem markanten Hügel westlich des Ortskerns. Die absolute Höhendifferenz beträgt 87 Meter. Der Ortskern nimmt 145 Meter Meerhöhe ein.

### Verkehrsanbindung
Les Graulges liegt an der D 87 von Beaussac nach Combiers (und weiter nach La Rochebeaucourt). Die D 99 verlässt den Ortskern nach Süden, überquert die Nizonne und zieht gen Mareuil. Nach Norden besteht über die gleiche D 99, die in der Charente in die D 109 bzw. die D 25 übergeht, eine Verbindung nach Charras. Eine Kommunalstraße bindet nach Nordwesten an die D 25 von Combiers nach Charras an. Den Norden der vormaligen Gemeinde quert ferner eine Kommunalstraße, die eine Querverbindung von der D99 zur Straße nach Hautefaye herstellt.

## Hydrographie
Hauptfluter ist die nach Westen fließende Nizonne, welche die Südgrenze zu Puyrenier und Sainte-Croix-de-Mareuil bildet. An der Südostecke des Gebiets der Commune déléguée mündet der nach Südwesten entwässernde Ruisseau de Bretanges als rechter Seitenarm in die Nizonne. Der Bach bildete in seinem Unterlauf die Ostgrenze zu Beaussac. Östlich von Malut nimmt er einen rechten Seitenzweig auf, welcher aus Nordwesten kommt und in diesem Abschnitt die Nordostgrenze zu Beaussac markiert.
Die Nizonne gehört zum Flusssystem Isle-Dronne.

## Geologie

Geologische Karte von Mareuil en Périgord. Les Graulges liegt im Nordwestzwickel.

Die Commune déléguée Les Graulges befindet sich vollständig auf flachliegenden (maximaler Einfallswinkel 6 bis 8° nach Südwest) Sedimenten des nördlichen Aquitanischen Beckens. Die Sedimente gehören strukturell zum Nordflügel der Combiers-Saint-Crépin-de-Richemont-Synklinale.
Das anstehende Schichtpaket beginnt mit den plattigen, teils flaserigen Kreidekalken des  Ligériens (Unterturon – Formation c3a). Die Kalke säumen den rechten Seitenarm des Ruisseau de Bretanges bei Malut. Über dem Ligérien folgen die Rudistenkalke des Angoumiens mit der Angoulême-Formation sowie dem Oberen Angoumien (Formationen c3b und c3c). Das Angoumien begleitet die rechte Talseite des Ruisseau des Bretanges bis zur Mündung in die Nizonne. Die harten Fossilkalke des Coniaciums (Formation c4) legen sich anschließend auf das Angoumien, zu sehen im Ortskern und entlang der Nizonne. Das Coniacium wird westlich des Ortskerns vom Untersanton abgelöst – plattige, graue glaukonithaltige Kalke (Formation c5a). Die Serie endet mit plattigen, Austernschill-führenden Mergelkalken, siltigen, glaukonitreichen Kalken sowie Sanden des Obersantons, aufgeschlossen im äußersten Westen des Gemeindegebiets (Formation c5b-c).
Das Obersanton wird von alttertiärem Kolluvium verdeckt, welches generell aus den Oberkreidesedimenten (Formation AC) oder aus den Sanden des Obersantons (Formation ACC) hervorgegangen ist und im Pleistozän umgelagert wurde. Die Sedimente in der Talaue der Nizonne stammen aus dem Holozän (Formation K).

## Ökologie

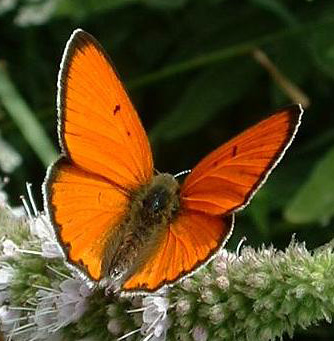
Großer Feuerfalter (Lycaena dispar)

### Schutzgebiete
In Les Graulges finden sich dreierlei Schutzgebiete, die alle der Talniederung der Nizonne folgen:

#### Schutzgebiet des Typus 1
Das Schutzgebiet des Typus 1 (ZNIEFF – Französisch zone naturelle d'interêt écologique, faunistique et floristique des Typus 1) folgt dem gesamten Verlauf der Nizonne, bildet aber nur ein schmales Band mit 16 Hektar Gesamtfläche. Es wird  als Marais alcalins de la vallée de la Nizonne (alkalische Sümpfe des Nizonne-Tals) bezeichnet. In ihnen leben 12 charakteristische Tierarten: Helm-Azurjungfer (Coenagrion mercuriale), Kreuzenzian-Ameisenbläuling (Phengaris rebeli), Heller Wiesenknopf-Ameisenbläuling (Phengaris teleius), Europäische Sumpfschildkröte (Emys orbicularis), Gekielter Flussfalke (Oxygastra curtisii), Großer Feuerfalter (Lycaena dispar), Stromtal-Wiesenvögelchen (Coenonympha oedippus), Französische Keiljungfer (Gomphus graslinii), Fischotter (Lutra lutra), Europäischer Laubfrosch (Hyla arborea), Marmormolch (Triturus marmoratus) und Europäischer Nerz (Mustela lutreola). Hinzu kommen die typischen 5 Pflanzenarten Schachblume (Fritillaria meleagris), Lungen-Enzian (Gentiana pneumonanthe), Gelbe Wiesenraute (Thalictrum flavum), Gewöhnliches Pfeilkraut (Sagittaria sagittifolia) und Verkannter Wasserschlauch (Utricularia australis).
Insgesamt treten jedoch noch 160 weitere Tierarten und 156 Pflanzenarten auf.

#### Schutzgebiet des Typus 2

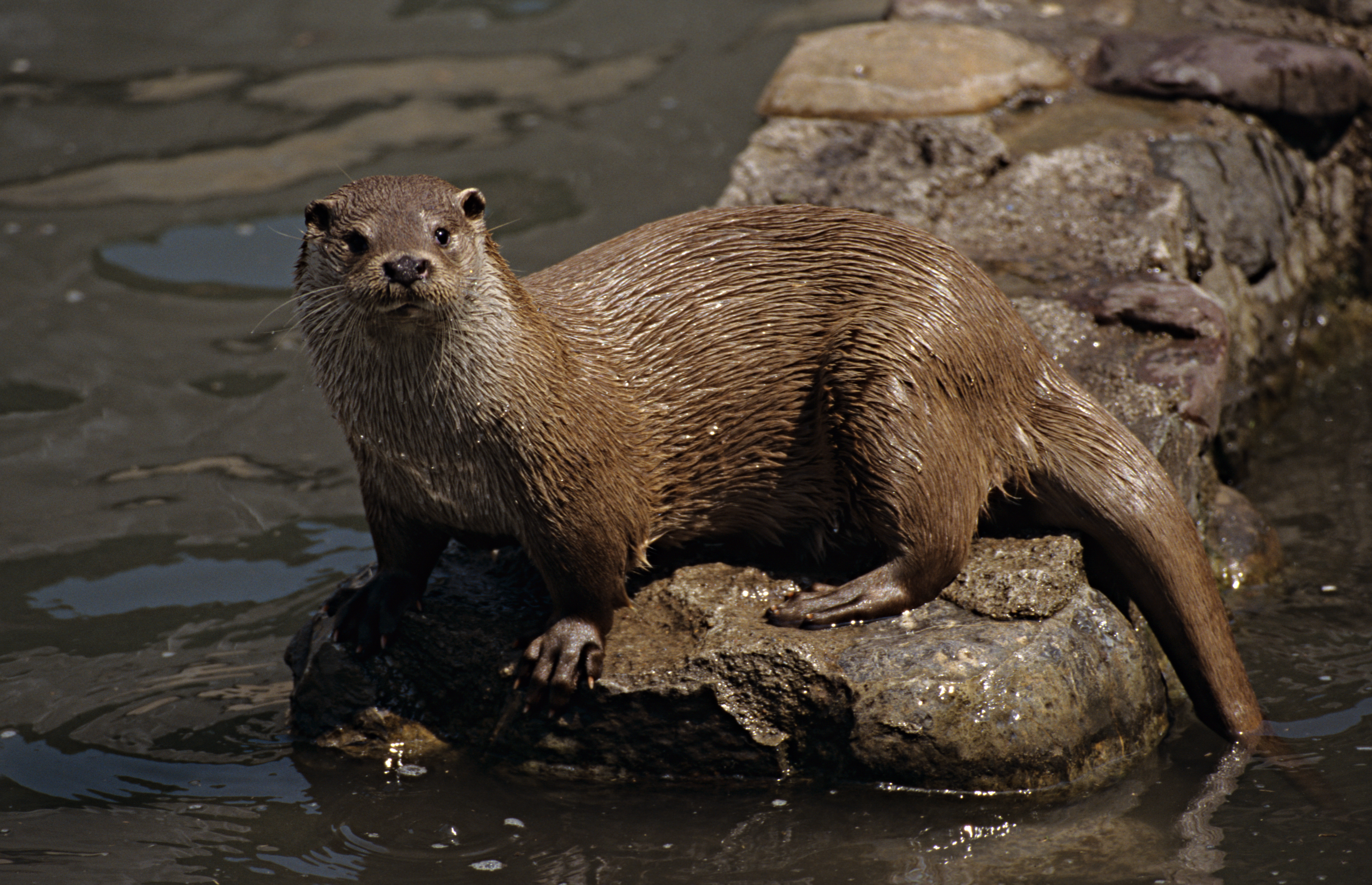
Fischotter (Lutra lutra)

Das Schutzgebiet des Typus 2 (ZNIEFF des Typus 2 – ausgewiesen als Vallée de la Nizonne) betrifft ebenfalls den Lauf der Nizonne sowie ihren rechten Seitenarm, den Ruisseau de Bretanges.
Die angetroffene Fauna setzt sich aus 250 Tierarten zusammen, von denen 30 charakteristisch sind – darunter 20 Säugetierarten, 7 Insektenarten (davon 4 Schmetterlinge), 2 Amphibienarten und eine Schildkrötenart.
Neben den unter Typus 1 bereits angeführten Arten sind für den Typus 2 insgesamt 18 Fledermausarten von Bedeutung: Mopsfledermaus (Barbastella barbastellus), Großes Mausohr (Myotis myotis), Große Hufeisennase (Rhinolophus ferrumequinum), Langflügelfledermaus  (Miniopterus schreibersii), Kleine Bartfledermaus (Myotis mystacinus), Wimperfledermaus (Myotis emarginatus), Bechsteinfledermaus (Myotis bechsteinii), Wasserfledermaus (Myotis daubentonii), Fransenfledermaus (Myotis nattereri), Großer Abendsegler (Nyctalus noctula),  Kleiner Abendsegler (Nyctalus leisleri), Graues Langohr (Plecotus austriacus),  Braunes Langohr (Plecotus auritus), Kleines Mausohr (Myotis blythii), Kleine Hufeisennase (Rhinolophus hipposideros), Weißrandfledermaus (Pipistrellus kuhlii), Rauhautfledermaus (Pipistrellus nathusii) und Breitflügelfledermaus (Eptesicus serotinus).
Die Flora zeichnet sich durch mehr als 200 Pflanzenarten aus, wovon 9 als charakteristisch angesehen werden. Neben den unter Typus 1 bereits erwähnten Arten Schachblume, Gelbe Wiesenraute, Lungen-Enzian und Verkannter Wasserschlauch sind dies Graues Sonnenröschen (Helianthemum canum), Lockerblütiges Knabenkraut (Anacamptis laxiflora), Nizza-Mauerpfeffer (Sedum sediforme),  Arenaria controversa und Wald-Simse (Scirpus sylvaticus).

#### Natura 2000

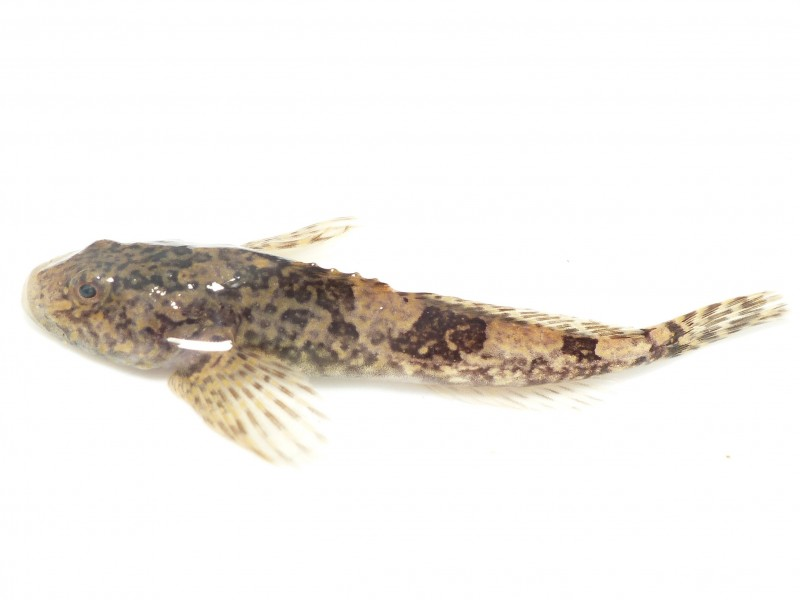
Scheldegroppe (Cottus perifretum)

Das Nizonnetal fällt außerdem unter Natura 2000. Gemäß der Richtlinie 92/43/EWG werden 20 Tierarten hier unter Anhang-II geschützt. Darunter 10 Säugetierarten mit allein 8 Fledermäusen, 7 Insektenarten, 2 Fischarten und eine Schildkröte. Zu den bereits unter dem Typus 1 aufgeführten Insekten kommt noch der Skabiosen-Scheckenfalter (Euphydryas aurinia) hinzu. Die beiden Fischarten sind die Scheldegroppe (Cottus perifretum) und das Bachneunauge (Lampetra planeri). Als Schildkröte fungiert die Europäische Sumpfschildkröte (Emys orbicularis).

## Geschichte
Das älteste erhaltene Bauwerk in Les Graulges ist die romanische Kirche Saint-André aus dem 12. Jahrhundert.
Die Gemeinde Les Graulges wurde mit Wirkung vom 1. Januar 2017 mit den Gemeinden Champeaux-et-la-Chapelle-Pommier, Beaussac, Léguillac-de-Cercles, Mareuil, Monsec, Puyrenier, Saint-Sulpice-de-Mareuil und Vieux-Mareuil zur Commune nouvelle Mareuil en Périgord zusammengeschlossen und verfügt seither dort über den Status einer Commune déléguée. Sie gehörte zum Kanton Brantôme.

## Bevölkerungsentwicklung
| Jahr | Einwohner |  |
| 1962 | 100       |  |
| 1968 | 96        |  |
| 1975 | 93        |  |
| 1982 | 84        |  |
| 1990 | 66        |  |
| 1999 | 61        |  |
| 2006 | 77        |  |
| 2011 | 61        |  |
| 2016 | 61        |  |
| 2019 | 58        |  |

Quelle: INSEE
Die Bevölkerungszahlen von Les Graulges waren generell rückläufig, zeigten aber zwischen 1999 und 2006 einen zwischenzeitlichen Anstieg.

## Sehenswürdigkeiten
- Die romanische Ortskirche Saint-André aus dem 12. und 13. Jahrhundert, seit 1936 Monument historique.

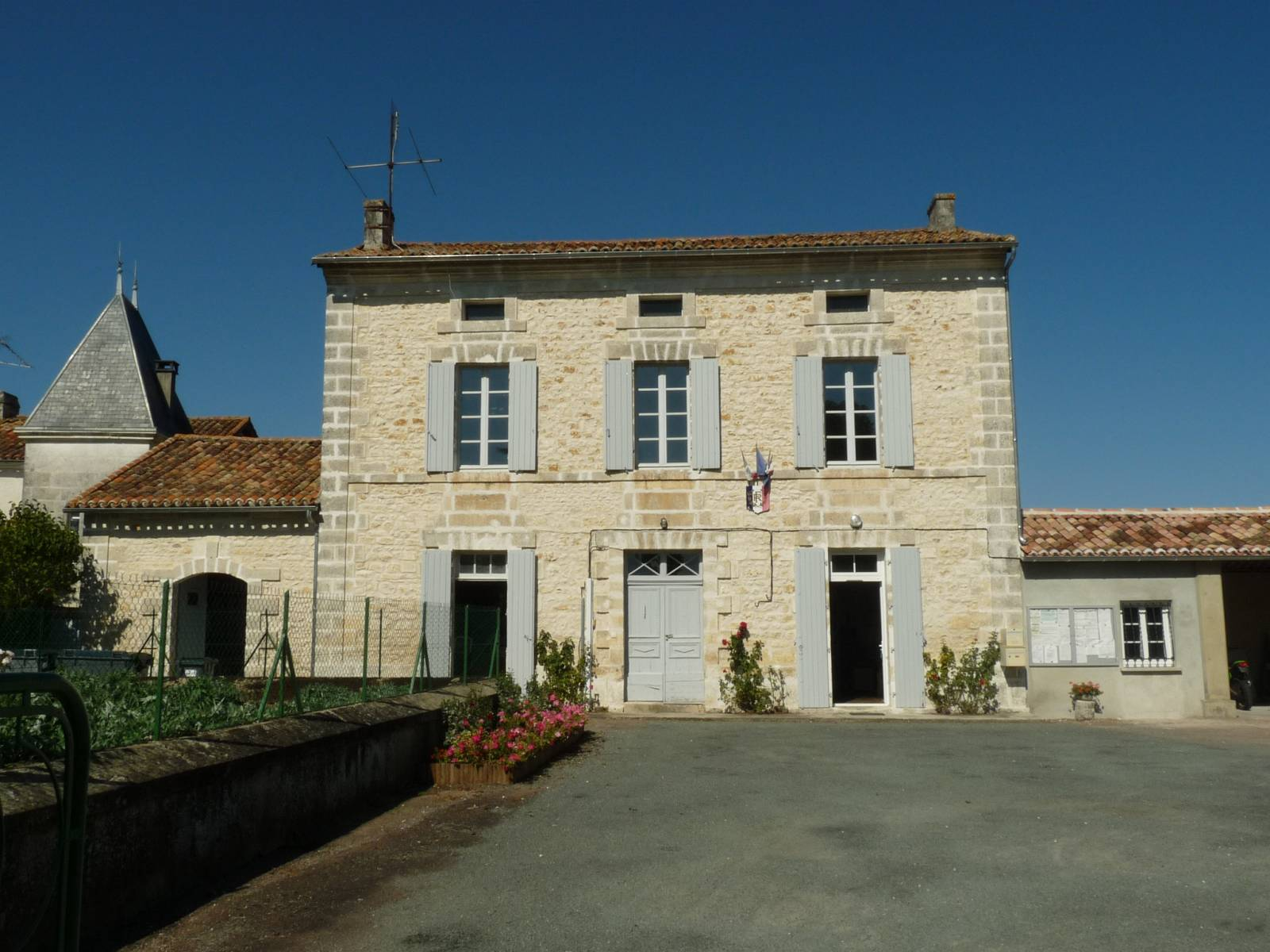
Ehemaliges Rathaus von Les Graulges
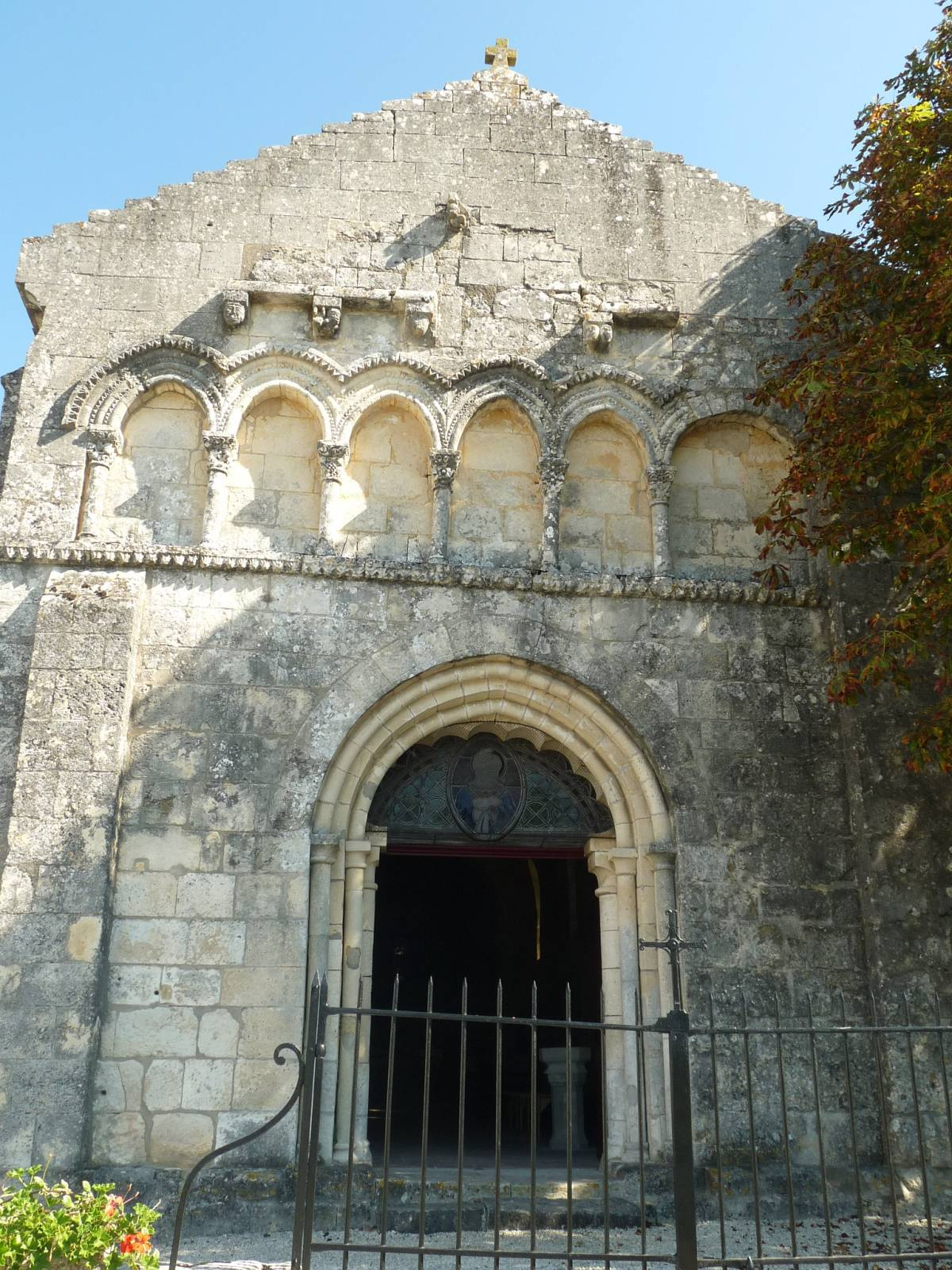
Eingangsportal von Saint-André
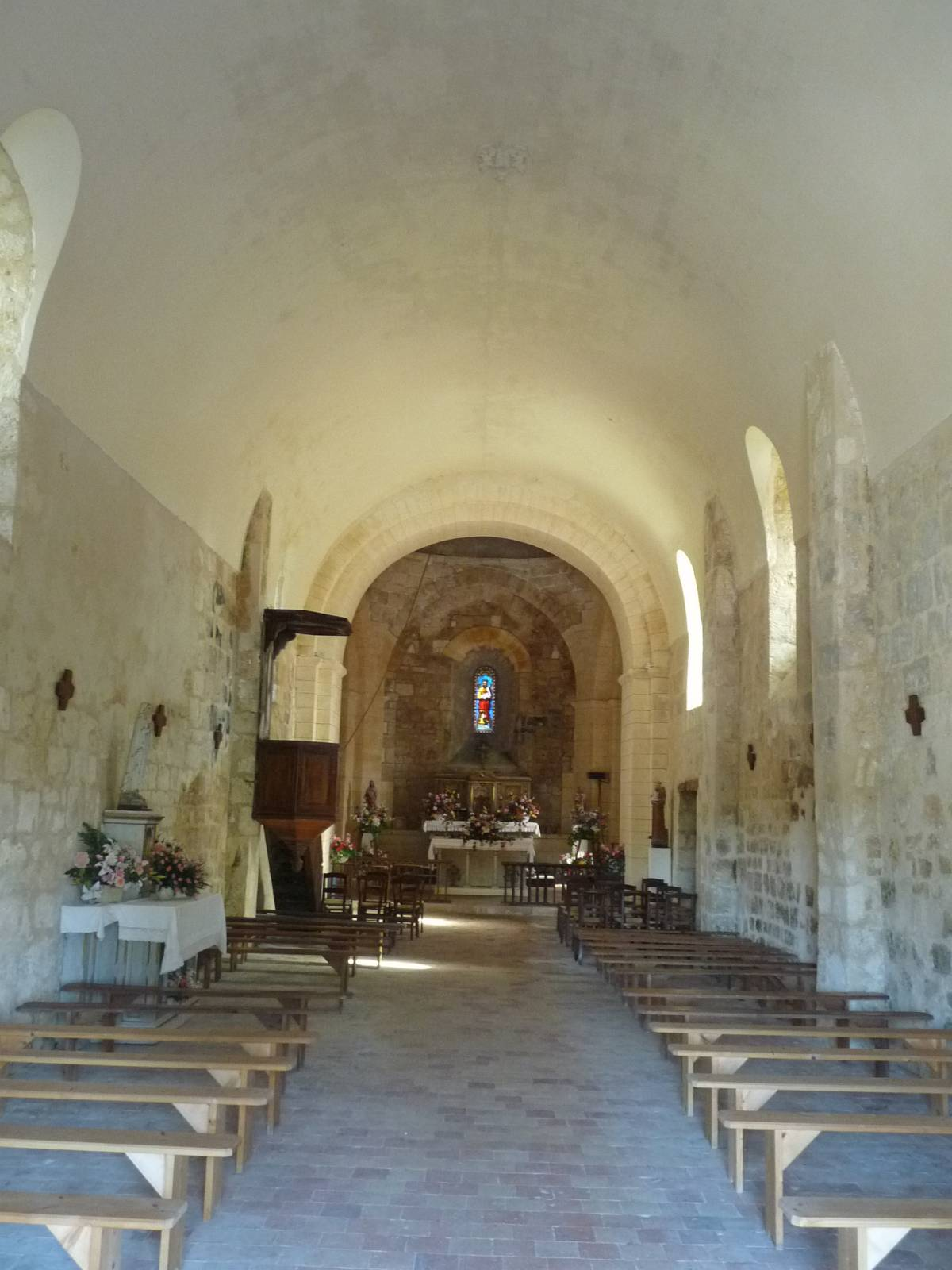
Das Innere der Ortskirche Saint-André
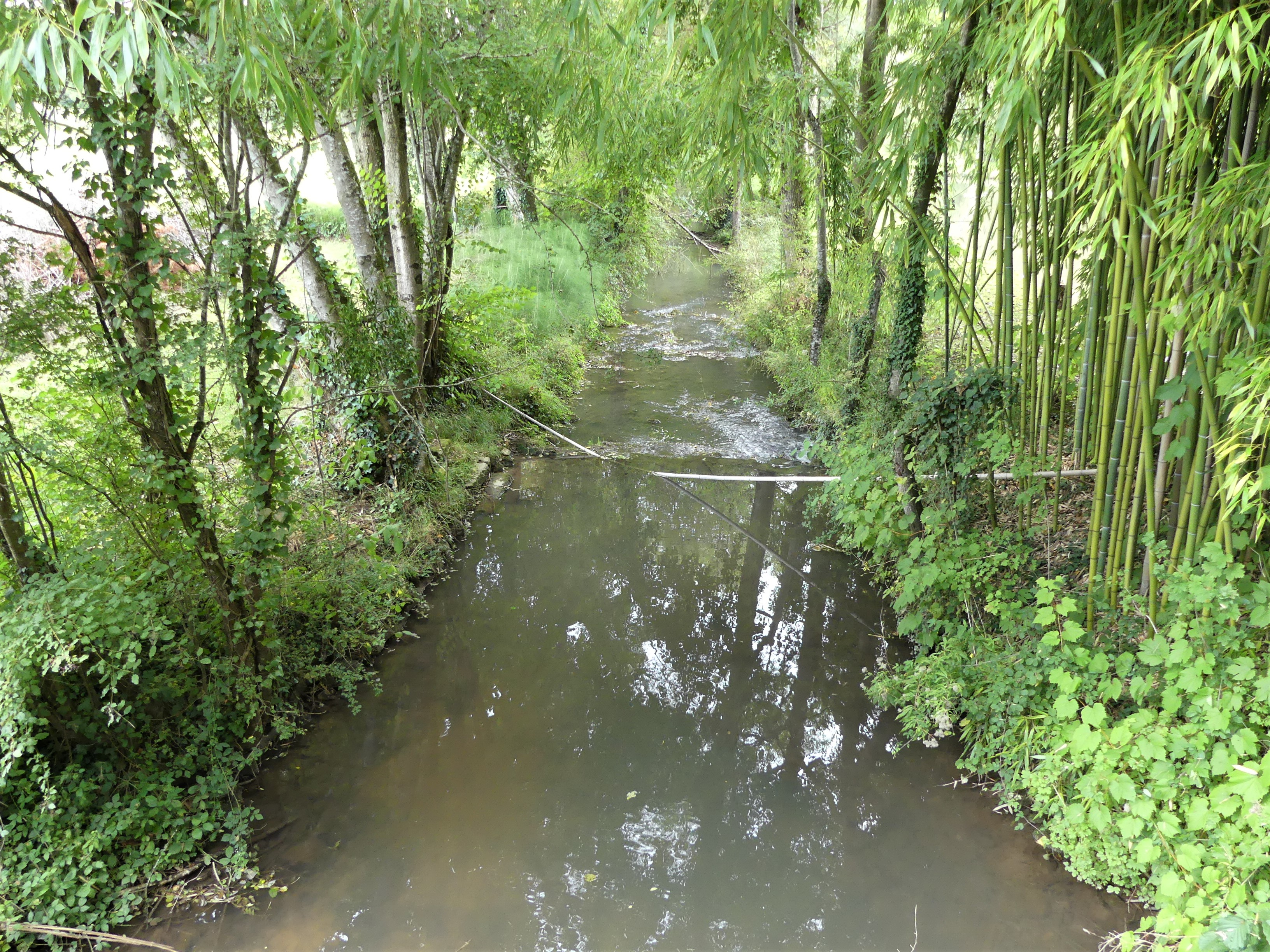
Die Nizonne unterhalb der D 99